# Juan Pablo Guzmán
Juan Pablo Guzmán (* 29. Januar 1981 in Buenos Aires) ist ein argentinischer Tennisspieler. Seit Mitte 2015 wird er von der ATP als inaktiv geführt.

## Karriere
Juan Pablo Guzmán gewann in seiner Karriere insgesamt 18 Titel. Auf der ATP World Tour gelang ihm dabei ein Doppeltitel. Die restlichen Titel gewann er im Einzel und Doppel auf der ATP Challenger Tour und der ITF Future Tour. Den einzigen Titel auf der World Tour errang er 2007 in Amersfoort, als er zusammen mit Juan Pablo Brzezicki gegen das Duo Robin Haase und Rogier Wassen mit 6:2, 6:0 gewann. Bei seinen vier Grand-Slam-Teilnahmen in den Jahren 2002 und 2007 kam er nie über die erste Runde hinaus. In der Tennis-Bundesliga spielte Juan Pablo Guzmán in den Jahren 2004 und 2005 für den TK Kurhaus Aachen. Hierbei wurde er in der Saison 2005 Deutscher Vizemeister im Mannschaftstennis. 2007 und 2008 trat er für den Rochusclub Düsseldorf an.

## Erfolge
| Legende (Anzahl der Siege)  |
| Grand Slam                  |
| ATP World Tour Finals       |
| ATP World Tour Masters 1000 |
| ATP World Tour 500          |
| ATP World Tour 250 (1)      |
| ATP Challenger Tour (8)     |

### Einzel

#### Turniersiege

##### ATP Challenger Tour
| Nr. | Datum          | Turnier      | Belag    | Finalgegner         | Ergebnis          |
| --- | -------------- | ------------ | -------- | ------------------- | ----------------- |
| 1.  | 6. Juli 2003   | Montauban    | Sand     | Slimane Saoudi      | 6:3, 2:6, 6:1     |
| 2.  | 15. Mai 2004   | Forest Hills | Sand (i) | Edgardo Massa       | 7:67, 3:1 Aufgabe |
| 3.  | 6. August 2006 | Trani        | Sand     | Andreas Vinciguerra | 6:1, 3:6          |

### Doppel

#### Turniersiege

##### ATP World Tour
| Nr. | Datum         | Turnier    | Belag | Partner              | Finalgegner               | Ergebnis |
| --- | ------------- | ---------- | ----- | -------------------- | ------------------------- | -------- |
| 1.  | 22. Juli 2007 | Amersfoort | Sand  | Juan Pablo Brzezicki | Robin Haase Rogier Wassen | 6:2, 6:0 |

##### ATP Challenger Tour
| Nr. | Datum              | Turnier    | Belag | Partner               | Finalgegner                        | Ergebnis      |
| --- | ------------------ | ---------- | ----- | --------------------- | ---------------------------------- | ------------- |
| 1.  | 7. September 2003  | Kiew       | Sand  | Ignacio González King | Harsh Mankad Jason Marshall        | 6:2, 3:6, 6:4 |
| 2.  | 13. September 2003 | Budapest   | Sand  | Ignacio González King | Kornél Bardóczky Gergely Kisgyörgy | 7:5, 4:6, 6:3 |
| 3.  | 10. Juni 2007      | Prostějov  | Sand  | Ramón Delgado         | Tomáš Cibulec Leoš Friedl          | 7:68, 6:1     |
| 4.  | 12. August 2007    | San Marino | Sand  | Pablo Cuevas          | Tomasz Bednarek Jamie Cerretani    | 6:1, 6:0      |
| 5.  | 10. November 2007  | Guayaquil  | Sand  | Brian Dabul           | Bart Beks Michael Quintero         | 7:65, 6:3     |

## Abschneiden bei Grand-Slam Turnieren

### Einzel
| Turnier         | 2002 | 2003 | 2004 | 2005 | 2006 | 2007 | Bilanz | Karriere |
| --------------- | ---- | ---- | ---- | ---- | ---- | ---- | ------ | -------- |
| Australian Open | —    | —    | —    | —    | —    | —    | -:-    | —        |
| French Open     | —    | —    | —    | —    | —    | 1    | 0:1    | 1        |
| Wimbledon       | 1    | —    | —    | —    | —    | 1    | 0:2    | 1        |
| US Open         | —    | —    | —    | —    | —    | 1    | 0:1    | 1        |